# Fibuline
 (octobre 2019).
Si vous disposez d'ouvrages ou d'articles de référence ou si vous connaissez des sites web de qualité traitant du thème abordé ici, merci de compléter l'article en donnant les références utiles à sa vérifiabilité et en les liant à la section « Notes et références ».

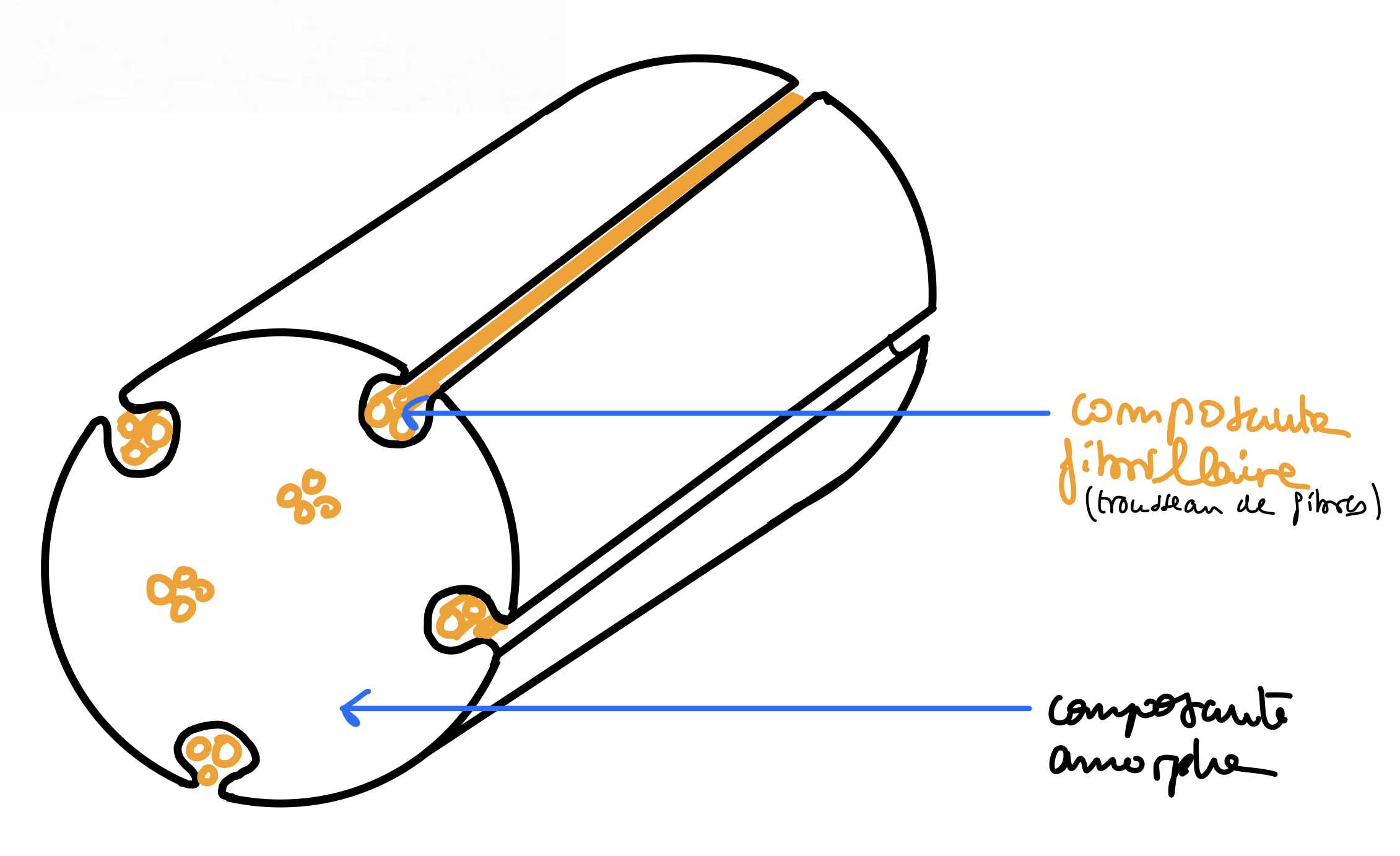
Trousseaux de fibres en orange et composante amorphe en noir

La fibuline est une protéine qui assure le lien entre la composante fibrillaire et la composante amorphe des fibres élastiques. 
La composante fibrillaire est produite par le fibroblaste (fibrilline de FBN1 à 3). 
La composante amorphe correspond à l'élastine produite par les fibroblaste, les cellules musculaires lisses ou les chondrocytes des cartilages élastiques.